# Génie de l'air
Le génie de l'air a pour mission la construction et le maintien en état des pistes d'aviation de l’Armée de l'air française. Il se singularise par son appartenance à l’Armée de Terre tout en ayant vocation à être employé par l’Armée de l’Air (armée de terre pour administration et armée de l'Air pour emploi). Ce sont donc des unités de l'armée de terre de l'arme du Génie, mises à disposition du commandement de l’Armée de l'air. Les personnels du Génie de l'Air relevaient, pour les appelés, du contingent "Air" annuel, pour les personnels d'active, pratiquement tous du Génie-Terre, mais "prêtés" contre remboursement. Les hommes avaient donc la particularité de porter des fourreaux d'épaule  mixtes air/génie (velours noir, galons génie et charognard type Armée de l'air).

## Historique
Entre les deux guerres apparaissent les compagnies de Travaux de l'Air. En 1937, une chefferie Air est créée ainsi que des compagnies dites de terrain, en double emploi (armée de terre, armée de l'Air). Outre l'aménagement des pistes, elles ont en charge la défense aérienne des installations.
- 1943 : En septembre 1943, deux compagnies sont créées en Afrique du Nord, la 71e Compagnie du Génie de l'Air stationnée à Alma et la 72e Compagnie du Génie de l'Air stationnée à Meknes
- 21 avril 1944 : formation du 71e Bataillon du Génie de l'Air à Oujda. Détaché au profit de l'USAF, il est employé par la XIIe Armée. Il débarque en France en octobre 1944. En novembre, il est incorporé au 923 rd Engineer Aviation Regiment (EAR), 923e Régiment du Génie de l'Air Américain. C'est le 71st Engineer Aviation Battalion (French) pour les américains. Ce bataillon va remettre en état la base de Dole-Tavaux en novembre 1944, créer la base aérienne de Solenzara (Haute-Corse ; devenue désormais la base aérienne 126 Ventiseri-Solenzara « Capitaine Preziosi »), sous le commandement local du Colonel Jean Chiari, puis celle d'Aix Les Milles en 1944.
- 1er avril 1945 sera cr éé  à Foucherans (Doubs) par le Général Vallin un Dépôt Ecole du Génie de l'Air français (D.E.G.A), appartenant au 1er corps d'armée, il y restera jusqu'au printemps 1946.
- 18 octobre 1945: Création du Génie de l'air
- 1er mars 1946 : Dissolution du 71e Bataillon du Génie de l'Air
- Le Dépôt École du Génie de l'Air de Foucherans sera dissous le 1er mars 1946
- 13 janvier 1950 : re-création du Commandement du Génie de l'Air,  formé à partir de personnels de l’Armée de Terre*  sous le commandement du Colonel Jean Chiari; *le 15e Bataillon du Génie de l‘Air est créé le 1er janvier 1951 à Toul à partir d'éléments du 11e Bataillon du Génie de Libourne; il deviendra ensuite le 15ème Régiment du Génie de l'Air (RGA) de Toul.

- En date du 8 juin 1951, il est prescrit la formation de trois unités, autonomes. La compagnie 76/1 existait déjà sour l'appellation de  Compagnies de Génie de l´Air, ou Compagnie de Génie des Aérodromes ou Compagnie d´Engins Lourds  pour effectuer des travaux d'infrastructure aérienne. À la date du 1er juillet de la même année les compagnies ainsi constituées portent le numéro du 76e Bataillon du Génie, comme le personnel légionnaire est majoritaire, l'ensemble est dénommé 76e Bataillon du Génie Légion. En Indochine, le 76e Bataillon du Génie est un bataillon entièrement destiné à la création et l'entretien de pistes d'aviation.
- Janvier 1952 : création du 25e bataillon de Compiègne.
- Le Colonel Jean Chiari est nommé Général de Brigade Aérienne en 1953, devenant ainsi le premier gradé de ce niveau à le diriger.
- En 1954, le Dépôt de Matériel Spécialisé du Génie de l'Air (D.M.S.G.A.) s'installe  sur la Base aérienne 122 Chartres-Champhol.

- 7 décembre 1972, le ministre d'État chargé de la Défense Nationale décide, pour traduire son intention d'adapter de façon plus étroite les formations du Génie de l'Air, à l'organisation territoriale de l'Armée de l'Air, en quatre région aérienne et de faciliter la mobilisation de ces unités en leur conférant des structures « Paix » directement issues de leurs structures « Guerre », la transformation de la 4e Compagnie du 15e régiment du génie de l'air stationnée à Istres[2]. Ceci conduit à la présence d'une unité par région aérienne.

## Unités du Génie de l'Air
- 15e Bataillon du Génie de l‘Air :1951[3].
- 15e régiment du génie de l'air : 1951-1998[3]. Dissous
- 115e Compagnie de Marche du Génie de l'Air : 1963-1971[4]. Une unité est dite « de marche » lorsqu'elle est formée à partir d'éléments d'autres unités (la compagnie formant corps) :

le 15e régiment du génie de l'air
le 25e Bataillon du Génie de l‘Air
le 45e Bataillon Allégé du Génie de l'Air
Le terme « marche » désigne une unité qui est formée pour un temps limité :
1964 a 1965 : Mururoa
1965 : atoll de Hao construction de la Base aérienne 185 Hao
1967: atoll de Totegegie
- 25e Bataillon du Génie de l‘Air : 1952
- 25e régiment du génie de l'air : 1972
- 35e Bataillon du Génie de l‘Air : 1973-1978 Dissous

- 45e Compagnie de Terrains du Génie de l'Air : 1955
- 45e Bataillon Allégé du Génie de l'Air : 1956
- 45e Bataillon du Génie de l'Air : 1964-1972, 1993-1996
- 45e Régiment du Génie de l'Air : 1972- 1980. Dissous

## Missions et rôle du Génie de l’Air
Il est chargé, entre autres missions, des travaux d'infrastructure sur les bases aériennes de l'Est de la France :
- construction ou maintien en état des pistes d'aviation de l'armée de l'air ;
- reconnaissance des terrains sommaires ou des bases aériennes ;
- rétablissement création ou maintien en condition opérationnelle de l'infrastructure aéronautique ;
- aide au déploiement d'une composante aérienne projetée ;
- déminage ;
- neutralisation et/ou destruction des plates-formes aéronautiques ;
- participation à la défense d'une base aérienne ;
- maintenance, secrétariat, casernement.

Ses principales missions, en France et à l’étranger, se déclinent selon le contexte d’engagement de l’Armée de l’Air que la ses compagnies appuient.
En temps de crise, l'ensemble des unités opérationnelles du Génie de l'Air, interviennent notamment pour :
- reconnaître une plateforme aéronautique endommagée puis pour dépolluer celle-ci ;
- procéder à des travaux de réparation rapide des pistes bombardées (opération « rustines ») ;
- appuyer le déploiement des autres unités de l’Armée de l’Air en réalisant des travaux horizontaux d’infrastructure ;
- déterminer techniquement les aires d’atterrissage sommaires pour les aéronefs de transport.

Le Génie de l'Air s'entrainait à cette mission au cours d'exercices sur l'ancienne base de Vouziers-Séchault, construite à l'origine comme base auxiliaire (Dispersed Operating Base) pour l'USAF en 1952. Cette ancienne base aérienne de l'OTAN  a été déclassée en 1969 et transformée trois ans plus tard en terrain d'exercices attribué l'année suivante au 15e Régiment du Génie de l'Air avec présence d'un détachement permanent depuis 1972.
Une des missions de ces régiments est de maintenir en état de fonctionnement les bases aériennes surtout en période de conflit. De 1973 à 1986, le terrain est utilisé par les unités du génie de l’air pour la mise au point de la méthode française de réparation rapide de piste : les « opérations rustines ». En deux heures, la piste après un bombardement avec deux impacts devait être capable de recevoir des avions. Le tout réalisé en réparation provisoire. 
Procédure — le tout avec l'équipement NBC pour tous les intervenants (nucléaire biologique chimique) — :
- déminage ;
- protection de la zone des travaux ;
- dégagement des débris, découpage au BRH aux cotes précises permettant la mise en place d'un platelage en plaques métalliques ;
- terrassement ;
- mise en place d'un géotextile ;
- comblement avec du ballast (grave granulométrie type voie de chemin de fer) ;
- finition avec une grave plus fine ;
- rippage du platelage métallique réalisé sur le côté pendant le temps de préparation aux cotes ;
- compactage ;
- scellement des rives (dénivelé inférieur à 2 cm pour les chasseurs français).

En temps de paix, elle réalise des travaux de création ou de maintien en condition d’infrastructures, au profit des bases aériennes. Elle procède notamment :
- au durcissement des infrastructures de protection par la création de merlons ou la mise en place de bastion-walls ;
- à la production, au transport et à la mise en œuvre de béton hydraulique pour la réalisation ou la réfection de parkings pour aéronefs et de bretelles d’accès ;
- au transport et à la mise en œuvre de matériaux ;
- à des travaux généraux de terrassement, de voirie et de réseaux divers ;
- à la création et l’entretien de routes et de pistes dans les enceintes militaires.

## Matériels
Engins de travaux publics, poids lourds, production et mise en œuvre de produits noirs et béton.
Matériels en 1980 : 
- pelles hydrauliques Poclain P60 : deux avec BRH (Brise Roche Hydraulique) deux avec godets pour nettoyer ;
- camions Berliet TBU : deux pour ripper le platelage avec leur treuil avant ;
- rouleau compresseur ;
- caterpillar D8 ;
- chargeur sur pneus ;
- niveleuse ;
- bulldozer.

## Personnalités ayant servi dans le Génie de l'Air
Philippe Houbron, général de division, commence sa carrière au 15e régiment du génie de l'air à Toul. Il prend ensuite le commandement du Centre d’Instruction des Spécialistes du Génie de l’Air (CISGA), au 15e régiment du génie de l’air.